# Ernst Thole
Ernst Thole (Amsterdam, 7 febbraio 1953 – Sesto San Giovanni, 8 ottobre 1988) è stato un comico, attore e cabarettista olandese naturalizzato italiano.

## Biografia

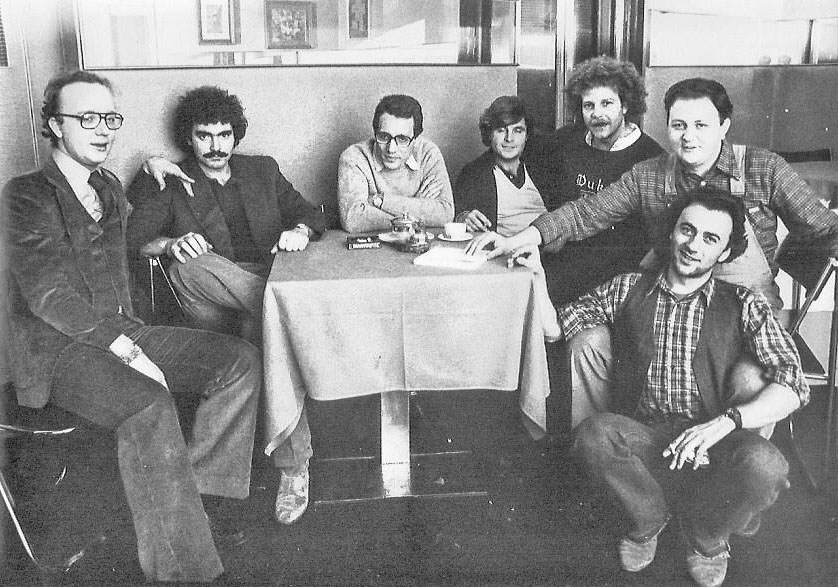
Il Gruppo Repellente: Ernst Thole (primo a sinistra), Diego Abatantuono, Enzo Jannacci, Mauro Di Francesco, Giorgio Porcaro, Massimo Boldi e Giorgio Faletti

Figlio del disegnatore e illustratore olandese Karel Thole (noto copertinista della serie dei romanzi Urania) e di Elizabeth, Ernst nacque ad Amsterdam nel 1953. Nel 1958 con le tre sorelle Adrienne, Annemieke e Gertie si trasferì a Milano al seguito della famiglia.

### Carriera artistica
Verso la metà degli anni settanta, Ernst (a volte italianizzato in Ernest oppure Ernesto) ebbe la possibilità di esibirsi al Derby Club, dove propose il personaggio di un omosessuale effeminato che, oltre a essere un'autentica novità nei palinsesti dell'epoca (ancora perbenisti e censori), definì il suo filone comico. Nel 1977 entrò nel Gruppo Repellente (di Enzo Jannacci e di Beppe Viola) e si esibì nella pièce teatrale La tappezzeria. In seguito, su Telealtomilanese, condusse il programma notturno Playboy di mezzanotte. 
In quegli anni fece anche parte del cast della trasmissione Non stop di Enzo Trapani, frutto di una riforma voluta dalla dirigenza Rai che alla fine degli anni settanta voleva "svecchiare" il palinsesto nazionale. Qui Thole perfezionò il suo personaggio effeminato con degli sketch, spesso ispirati allo stile di Franca Valeri. La telefonata tra madre e figlia riprendeva quelle interpretate negli anni sessanta da Franca Valeri e da Bice Valori: nei suoi sketch Thole interpretava la figlia, spesso reduce dal viaggio di nozze. Queste telefonate lo resero così noto, che una fu inserita in un long playing di Artisti Vari.
Nel 1980, ancora con la regia di Enzo Trapani, fu tra i protagonisti insieme a Ilona Staller, Marco Columbro, Gigi e Andrea, Daniele Piombi, del varietà televisivo di Rai 2 C'era due volte. Dopo l'esperienza televisiva fu la volta del cinema, che gli permise di interpretare il suo personaggio in alcune pellicole girate tra la fine degli anni settanta e i primi anni ottanta. Nel 1984 tornò in televisione partecipando a Drive In, dove interpretò piccoli ruoli a fianco di Enrico Beruschi e di Margherita Fumero. Nel 1986 condusse con Marco Columbro il Festival del Cabaret di Loano, poi trasmesso in TV come Cabaret per una notte.

### Morte
Nel 1988, all'età di soli 35 anni, morì nella sua casa di Sesto San Giovanni per un ictus causato da aneurisma congenito, che inizialmente fu scambiato per un infarto. Thole, che lasciò la moglie Carla da cui non ebbe figli, fu tumulato nel cimitero nuovo di Sesto San Giovanni.

## Confusione sul suo personaggio
(Sketch di Ernst Thole)
Nell'immaginario collettivo il successo della sua caricatura fece fondere l'orientamento sessuale del personaggio con quello dell'attore, che fu spesso creduto omosessuale, ma sulla sua presunta omosessualità vi furono le smentite della moglie. Va però aggiunto che lo stesso Thole giocò su questo equivoco nelle sue dichiarazioni alla stampa. La stampa scandalistica sostenne pure che la causa della morte fosse l'AIDS, ma di nuovo vi furono le smentite della moglie.

## Filmografia
- Ecco noi per esempio..., regia di Sergio Corbucci (1977)
- Io tigro, tu tigri, egli tigra, regia di Renato Pozzetto e Giorgio Capitani (1978)
- Saxofone, regia di Renato Pozzetto (1978)
- Sabato, domenica e venerdì, regia di Castellano e Pipolo, episodio Venerdì (1979)
- La liceale, il diavolo e l'acquasanta, regia di Nando Cicero (1979)
- L'esercito più pazzo del mondo, regia di Marino Girolami (1981)
- Il sommergibile più pazzo del mondo, regia di Mariano Laurenti (1982)
- I figli... so' pezzi 'e core, regia di Alfonso Brescia (1982)

## Programmi televisivi
- Non stop (Rete 1, 1977)
- C'era due volte (Rai 2, 1980)
- Drive In (Italia 1, 1984)
- Cabaret per una notte (Italia 1, 1986)
- Monterosa 84: Si riapre il Derby[2] (Rai 2, 1988)

## Discografia
- 1979 – Una telefonata (tratto da Ridendo E Scherzando Che Male Ti Fo", LP di Artisti Vari[5])